# Церковный (хутор)
Церко́вный — хутор в Белгородском районе Белгородской области. Входит в состав Краснооктябрьского сельского поселения.

## География
Хутор находится на расстоянии 17 км к юго-востоку от посёлка Майский, административного центра района.

### Часовой пояс
Хутор Церковный, как и вся Белгородская область, находится в часовой зоне МСК (московское время). Смещение применяемого времени относительно UTC составляет +3:00.

## Население
| 2002 | 2010 |
| ---- | ---- |
| 57   | ↘44  |

## Улицы
На хуторе имеется одна улица — Степная.